# Dance with My Father
Dance with My Father è il tredicesimo ed ultimo album in studio del cantautore statunitense Luther Vandross, pubblicato nel 2003.

## Tracce
1. If I Didn't Know Better – 4:07 (Ezekiel Lewis, Vandross, Vertelney)
2. Think About You – 5:04 (James Porte, Vandross)
3. If It Ain't One Thing (featuring Foxy Brown) – 4:13 (Robbie Nevil, Vandross, Vertelney, Marchand)
4. Buy Me a Rose – 3:48 (Jim Funk, Erick Hickenlooper)
5. The Closer I Get to You (duetto con Beyoncé) – 6:25 (Reggie Lucas, James Mtume)
6. Lovely Day (featuring Busta Rhymes) – 5:57 (Ronald LaPread, Lionel Richie, Bill Withers, Clarence Scarborough)
7. Dance with My Father – 4:26 (Vandross, Richard Marx)
8. She Saw You – 5:44 (Marcus Miller, Vandross)
9. Apologize – 4:59 (Rex Rideout, Vandross)
10. Hit It Again (featuring Queen Latifah) – 4:37 (Rideout, Vandross)
11. Right in the Middle – 4:50 (Vandross, Vertelney)
12. Once Were Lovers – 4:34 (Rideout, Fonzi Thornton, Vandross)
13. Lovely Day (Part II) (featuring Busta Rhymes & Next) – 3:54 (LaPread, Richie, Withers, Scarborough)
14. They Said You Needed Me – 4:40 (Ivan Hampden Jr., Vandross)